# Marmararegio
De Marmararegio (Marmara Bölgesi) is een regio van Turkije. De regio bevindt zich in het westen van Turkije en grenst aan de Zee van Marmara, waarnaar de regio genoemd is. De Marmararegio beslaat ca. 8,6% van Turkije en is daarmee de kleinste regio van het land. Het inwonertal van de regio is 26.386.732, waarmee het de dichtstbevolkte regio van Turkije is. De bevolkingsdichtheid is ongeveer even groot als die van Nederland. Het is economisch gezien de sterkste regio van Turkije. De industrie, economie, landbouw en het toerisme zijn goed ontwikkeld.
Marmara Bölgesi is de enige regio van Turkije die gedeeltelijk op de Balkan ligt. De provincies Edirne, Tekirdağ, Kırklareli, Çanakkale en Istanbul liggen (gedeeltelijk) op de Balkan. De laatstgenoemde provincie is met ruim 18 miljoen inwoners de dichtstbevolkte provincie van deze regio (en het land).

## Overzicht van de provincies in de Marmararegio
| Detailkaart                   |
| ----------------------------- |
|                               |
| Provincies in de Marmararegio |

| Provincie | Provincie  | Inwoners   | Oppervlakte | Hoofdplaats | Inwoners   |
| --------- | ---------- | ---------- | ----------- | ----------- | ---------- |
|           | Balıkesir  | 1.257.590  | 14.442 km²  | Balıkesir   | 314.958    |
|           | Bilecik    | 228.673    | 4.181 km²   | Bilecik     | 74.457     |
|           | Bursa      | 3.194.720  | 11.087 km²  | Bursa       | 3.101.833  |
|           | Çanakkale  | 559.383    | 9.887 km²   | Çanakkale   | 143.622    |
|           | Edirne     | 414.714    | 6.241 km²   | Edirne      | 180.002    |
|           | Istanbul   | 15.655.924 | 6.370 km²   | Istanbul    | 15.305.657 |
|           | Kırklareli | 369.347    | 6.550 km²   | Kırklareli  | 85.493     |
|           | Kocaeli    | 2.102.907  | 3.635 km²   | İzmit       | 365.893    |
|           | Sakarya    | 1.080.080  | 4.895 km²   | Adapazarı   | 281.489    |
|           | Tekirdağ   | 1.142.451  | 6.345 km²   | Tekirdağ    | 186.421    |
|           | Yalova     | 296.333    | 403 km²     | Yalova      | 133.109    |

Centraal-Anatolië · Egeïsche Zeeregio · Marmararegio · Middellandse Zeeregio · Oost-Anatolië · Zuidoost-Anatolië · Zwarte Zeeregio